# Annette Boudreau
Annette Boudreau est une sociolinguiste et professeure émérite au Département d'études françaises de l'Université de Moncton. Ses recherches se concentrent principalement sur les rapports entre idéologies linguistiques, pratiques linguistiques et construction identitaire en milieu minoritaire, en particulier en Acadie.
Boudreau a été codirectrice du Centre de recherche en linguistique appliquée de l'Université de Moncton de 1996 à 2001, puis directrice jusqu'en 2003. Elle a consacré une grande partie de sa carrière à l'étude de l'insécurité linguistique, un concept qu'elle a exploré en profondeur dans son livre Dire le silence - l'insécurité linguistique en Acadie de 1867 à 1970. Elle a aussi contribué notablement au développement du concept d'idéologie de l'authentique.
Ses travaux analysent comment les pratiques et représentations linguistiques influencent la construction identitaire et la structuration sociale des communautés francophones minoritaires au Canada. Elle a publié de nombreux articles et ouvrages sur ces sujets, contribuant de manière significative à la compréhension des dynamiques linguistiques en contexte minoritaire.